# Quilaco
Quilaco är en kommun i Chile.   Den ligger i provinsen Provincia de Biobío och regionen Región del Biobío, i den södra delen av landet, 500 km söder om huvudstaden Santiago de Chile.
I omgivningarna runt Quilaco växer i huvudsak blandskog. Runt Quilaco är det glesbefolkat, med 16 invånare per kvadratkilometer.